# Juan Sebastián Villate
Juan Sebastián Villate Lemus (Medellín, Antioquia, Colombia, 14 de febrero de 1991) es un modelo y exfutbolista colombiano que jugaba como portero.
Villate militó en los equipos Millonarios, Real Cartagena e Independiente Santa Fe de la Categoría Primera A de Colombia durante un lapso de casi 4 años (2011-2014). Llegó a ser parte de la selección colombiana, aunque no disputó ningún partido.
Fuera de las canchas Villate participó en tres temporadas del reality show Guerreros, del cual salió gravemente herido de su espalda tras un aparatoso accidente.

## Trayectoria

### Comienzos en Millonarios
Comenzó a la temprana edad de 10 años dónde tuvo un gran desempeño y al pasar del tiempo logró grandes reconocimientos provinciales, nacionales e internacionales. Villate es un producto del sistema juvenil de Millonarios, equipo con el que debutó en 2010 y donde permaneció por casi tres años.
Comenzó a la temprana edad de 10 años dónde tuvo un gran desempeño y al pasar del tiempo logró grandes reconocimientos provinciales, nacionales e internacionales. Villate es un producto del sistema juvenil de Millonarios donde fue avanzando a través de las categorías inferiores hasta llegar al primer equipo, debutando en 2010 y permaneciendo en este durante casi 3 años.

### Real Cartagena y Santa Fe
Tras dejar el equipo bogotano en 2012, partió a la capital de Bolívar, (Cartagena de Indias) jugando brevemente en el equipo homónimo de la ciudad, Real Cartagena.
Tras un breve paso por los Auriverdes, vuelve a la capital fichando por Independiente Santa Fe en 2013 permaneciendo un año allí.

## Separación del fútbol
Aunque apasionado por el fútbol y después de haber realizado pretemporadas de verano en Europa con el Club Deportivo Leganés y el Getafe Club de Futbol (Madrid, España), Villate terminó yendo por otros caminos y al final, el partido lo ganó el modelaje, los negocios y el entretenimiento. Tras relativamente pocos años en el alombare Juan Sebastián se adentró de lleno en el mundo de la moda, llegando a trabajar con importantes marcas tales como Dolce & Gabanna, Salvatore Ferragamo, Carolina Herrera, Mont Blanc, Mercedes Benz, Nike, entre otros diseñadores y marcas. También ha participado en varios comerciales colombianos para distintas marcas del país.

## Selección nacional
Empezando desde categorías inferiores llegó a la selección Colombia sub-20 e incluso a la selección mayor. Jugó varios partidos amistosos en torneos internacionales (Francia, Estados Unidos, entre otros), tuvo la fortuna de compartir con jugadores que más tarde serían referentes en la Tricolor, entre los cuales destacan James Rodríguez y Santiago Arias, siendo parte del equipo que participó en el Mundial sub-20 de 2011 donde Colombia fue anfitriona.

## Clubes
| Club           | País     | Año         |
| -------------- | -------- | ----------- |
| Millonarios    | Colombia | 2011 - 2012 |
| Real Cartagena | Colombia | 2013        |
| Santa Fe       | Colombia | 2013 - 2014 |

## Palmarés

### Campeonatos nacionales
| Título                | Club        | País     | Año  |
| --------------------- | ----------- | -------- | ---- |
| Copa Colombia         | Millonarios | Colombia | 2011 |
| Superliga de Colombia | Santa Fe    | Colombia | 2013 |

## Televisión y proyectos actuales
Villate desde pequeño se ha visto interesado en la actuación y el mundo de la televisión. Estuvo en 2 obras de Teatro en MISI, diferentes comerciales emitidos en Latinoamérica y videos en la industria musical con grandes artistas como Carlos Vives, Zion y Lennox, entre otros. En agosto de 2017 Villate fue presentado como participante del reality show Guerreros del Canal 1, donde permaneció durante casi ocho meses (tres temporadas), allí tuvo un buen desempeño, siendo ganador (junto a su equipo) de la primera temporada. Sin embargo, su historia en el programa no terminó de la mejor manera ya que "Juanse" (como se le apodo cariñosamente) se accidentó el día 23 de marzo de 2018 mientras realizaba su prueba en la final de la tercera temporada, sufriendo una aparatosa caída de 15m de altura, terminando gravemente herido de su espalda, principalmente su columna.
Actualmente sigue en el mundo del modelaje, mientras continúa su recuperación y se prepara para una nueva operación. Recientemente se inició como músico, pues su pasión toda la vida ha sido la música, es embajador y creador de contenido para diferentes marcas y en su vida empresarial es el CMO (chief marketing officer) de Health and Life IPS, una de las clínicas más grandes de Colombia en cuidado crónico, cuidados paliativos, medicina interna y salud mental.

## Vida privada
Hasta 2015 mantuvo una relación con la diseñadora y modelo Ana Beliza Mercado, y desde 2017 mantuvo una relación hasta el 2023 con la modelo Vanessa Domínguez Field, quien fue Señorita Bogotá 2017 y Segunda Princesa en el Concurso Nacional de Belleza de Colombia 2017.
Villate actualmente es soltero, estudió Comunicación Social y Periodismo. Aunque es de Medellín, ha vivido casi toda su vida en Bogotá, al igual que su hermano, sus papás viven en Bucaramanga y su hermana en Cartagena. Su familia ha sido una mezcla total; su mamá es valluna y su papá santandereano, mientras que él y sus hermanos nacieron en Medellín, pero todos aunque estén en diferentes ciudades también han vivido mucho tiempo en la capital.